# Avro Vulcan
Pour les articles homonymes, voir Vulcan.
 (mars 2022).
Si vous disposez d'ouvrages ou d'articles de référence ou si vous connaissez des sites web de qualité traitant du thème abordé ici, merci de compléter l'article en donnant les références utiles à sa vérifiabilité et en les liant à la section « Notes et références ».
L'Avro 698 Vulcan B.2 est un bombardier stratégique qui a été utilisé par la Royal Air Force de 1953 à 1984. 
Avec le Handley Page Victor et le Vickers Valiant, il faisait partie du trio des V bombers dont le Royaume-Uni lança le développement en 1947 pour le Royal Air Force Bomber Command.

## Conception

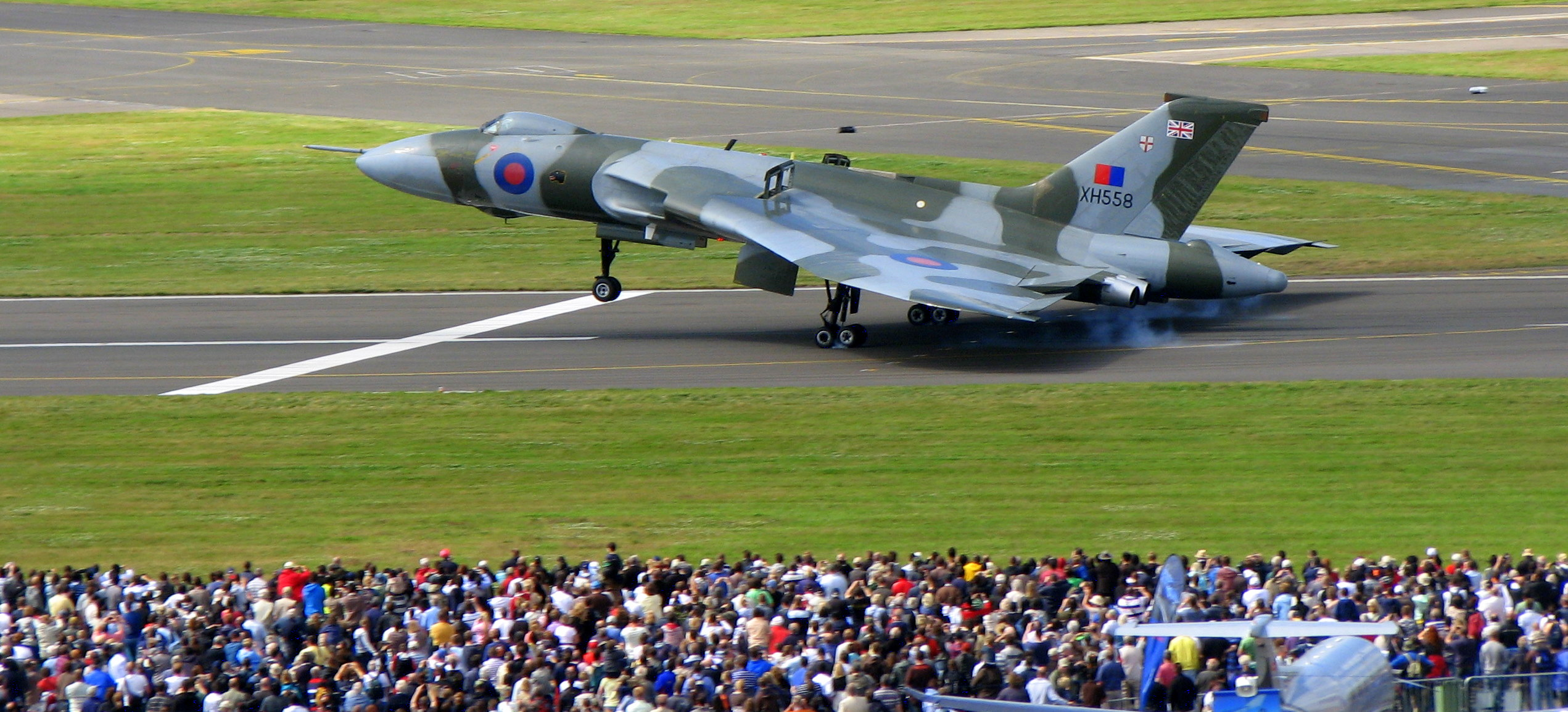
Atterrissage du XH558, le 19 juillet 2008, lors du salon aéronautique de Farnborough.

En janvier 1947, le ministère de l'Air du Royaume-Uni lança un appel d'offres pour un bombardier capable d'emporter une bombe de 4 500 kg à 1 500 km de sa base, d'atteindre une vitesse de 925 km/h et à une altitude de 15 240 m. Le constructeur Avro proposa un avion développé en interne Type 698, qui se présentait sous la forme d'une aile volante, avec les réacteurs superposés  dans l'emplanture des ailes.
Ayant obtenu un contrat de développement, Avro commença par construire un démonstrateur monoréacteur à l'échelle 1/3, désigné Avro 707. Celui-ci fit son premier vol le 4 septembre 1949 mais s'écrasa moins d'un mois plus tard à cause d'un problème d'aérofreins. Un nouvel exemplaire fut alors assemblé, désigné Avro 707B incluant quelques modifications dont l’adjonction d'un siège éjectable. Il fit son premier vol un an après le premier appareil démonstrateur, à savoir le 6 septembre 1950. Ces deux démonstrateurs furent suivis par d'autres, destinés à explorer le domaine de vol à des vitesses plus élevées.
Pendant ce temps, les travaux sur le Type 698 avançaient en parallèle. Le design avait été largement modifié puisque l'avion ressemblait moins à une aile volante, ayant un véritable fuselage et une dérive, tandis que les réacteurs étaient placés côte à côte et non plus superposés. Le premier prototype fit son vol inaugural le 30 août 1952, propulsé par quatre moteurs Rolls-Royce Avon RA.3 car les moteurs définitifs n'étaient pas prêts. Un second prototype décolla le 6 septembre 1953 mais avec des réacteurs Olympus 100.
Le premier Vulcan B.1 de série décolla le 4 février 1955 et l'avion fut mis en service début 1957. Initialement livrés avec des réacteurs Olympus 101, les B.1 reçurent progressivement des Olympus 102 puis des 104, ceux-ci fournissant 18 % de puissance supplémentaires par rapport aux Olympus 101 d'origine. La forme de l'aile fut modifiée dès le sixième exemplaire de série : au lieu d'un bord d'attaque à flèche constante de 52°, l'angle de la flèche était réduit à 42° sur le tiers du milieu. Les cinq premiers avions furent modifiés pour recevoir eux aussi cette nouvelle aile. Entre 1959 et 1963, 28 Vulcan B.1 reçurent de nouveaux systèmes de défense électroniques (brouilleurs, détecteurs d'alerte radar, etc.).
Une version B.2 fut développée à partir de 1955. Elle disposait de réacteurs Olympus encore plus performants, d'abord des Olympus 201 (30 % plus puissants) sur la première moitié de la série, puis des Olympus 301 (70 % plus puissants) sur les exemplaires suivants. L'envergure était augmentée de plus de 3 mètres ce qui, avec la puissance moteur supplémentaire, permettait d'atteindre des altitudes plus élevées. D'autres modifications furent effectuées, parmi lesquelles l'ajout d'un pilote automatique, la possibilité d'emporter le missile nucléaire Blue Steel et l'adjonction d'une perche de ravitaillement en vol. Les livraisons commencèrent en 1961.
En 1964, il devint évident que les missions de bombardement stratégique à haute altitude étaient devenues trop dangereuses. Les Vulcan B.2 furent alors modifiés pour la pénétration à basse altitude, recevant de nouveaux systèmes de défense électroniques et un nouveau système de navigation optimisé pour le suivi de terrain. Quelques avions furent transformés pour la reconnaissance maritime.
À la fin des années 1970, les Vulcan commençaient à montrer des signes de fatigue, et leur retrait fut programmé pour juillet 1982. Cependant, comme la Royal Air Force manquait cruellement d'avions ravitailleurs, six exemplaires furent équipés d'un système de ravitaillement à l'arrière, tandis que leur soute à bombes recevait trois réservoirs de carburant. Ces Vulcan K.2 restèrent en service jusqu'en 1984.
En 2011, il ne reste qu'un seul Vulcan encore en état de voler, le XH558 (The Spirit of Great Britain) appartenant à l'association Vulcan to the Sky Trust. Il a été remis en état de vol en 2007 et a effectué son premier vol depuis sa restauration lors de l'édition 2008 du Salon aéronautique de Farnborough. Après huit saisons, il effectue son dernier vol le 2 octobre 2015. Depuis, l'avion effectue quelques déplacements au sol au bénéfice de l'association, mais n'est plus autorisé à effectuer de décollage.

## Engagements

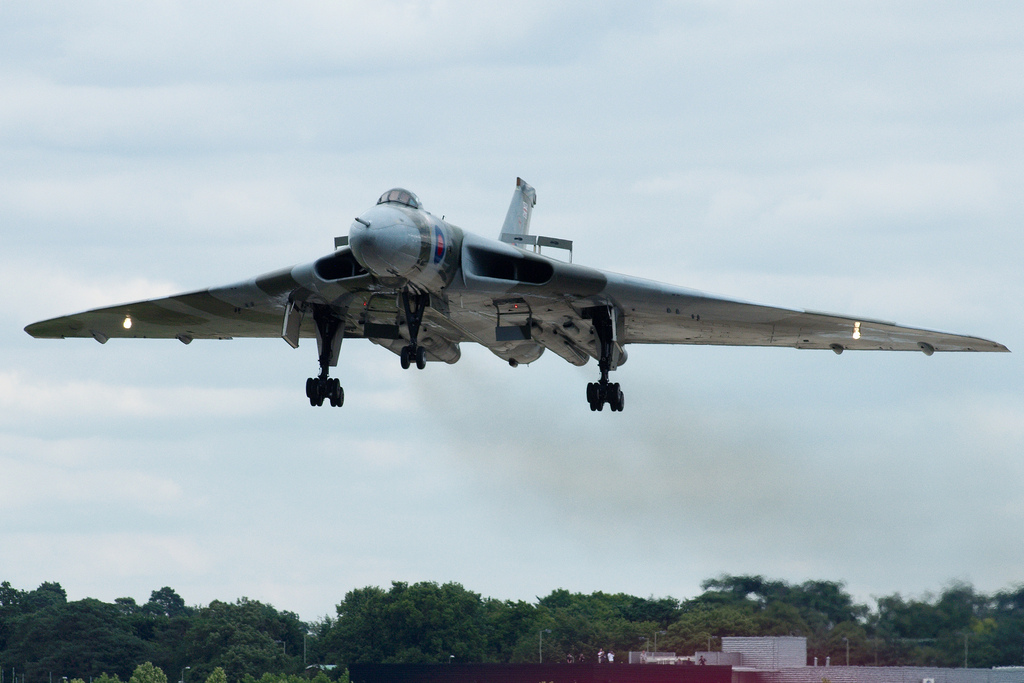
Un Avro Vulcan à l'atterrissage en 2010.

Des Vulcan furent déployés à plusieurs reprises en Asie du Sud-Est entre 1962 et 1966, pendant la confrontation indonésio-malaisienne. Ils ne participèrent à aucun combat, leur présence étant purement dissuasive.
En 1982, pendant la guerre des Malouines, les Vulcan effectuèrent plusieurs missions de bombardement depuis l'île de l'Ascension, dans le cadre de l'opération Black Buck :
- bombardement de la piste de Port Stanley (un raid le 30 avril, un autre le 3 mai) ;
- missions d'attaque anti-radar (un raid le 30 mai sans tir, un autre le 6 juin avec un missile tiré) ;
- bombardement des troupes argentines (11 juin).

À chaque mission, les avions parcouraient plus de 12 000 km aller-retour en 16 heures de vol, et devaient être accompagnés d'une dizaine de Handley Page Victor ravitailleurs.

## Variantes
- B.1 : version de série initiale (45 exemplaires)
- B.1A : amélioration des systèmes de défense électroniques (28 B.1 modifiés)
- B.2 : réacteurs plus puissants, envergure augmentée (89 exemplaires)
- B.2 MRR : version destinée à la reconnaissance maritime (8 B.2 modifiés)
- K.2 : version destinée au ravitaillement en vol (6 B.2 modifiés)

## Culture populaire

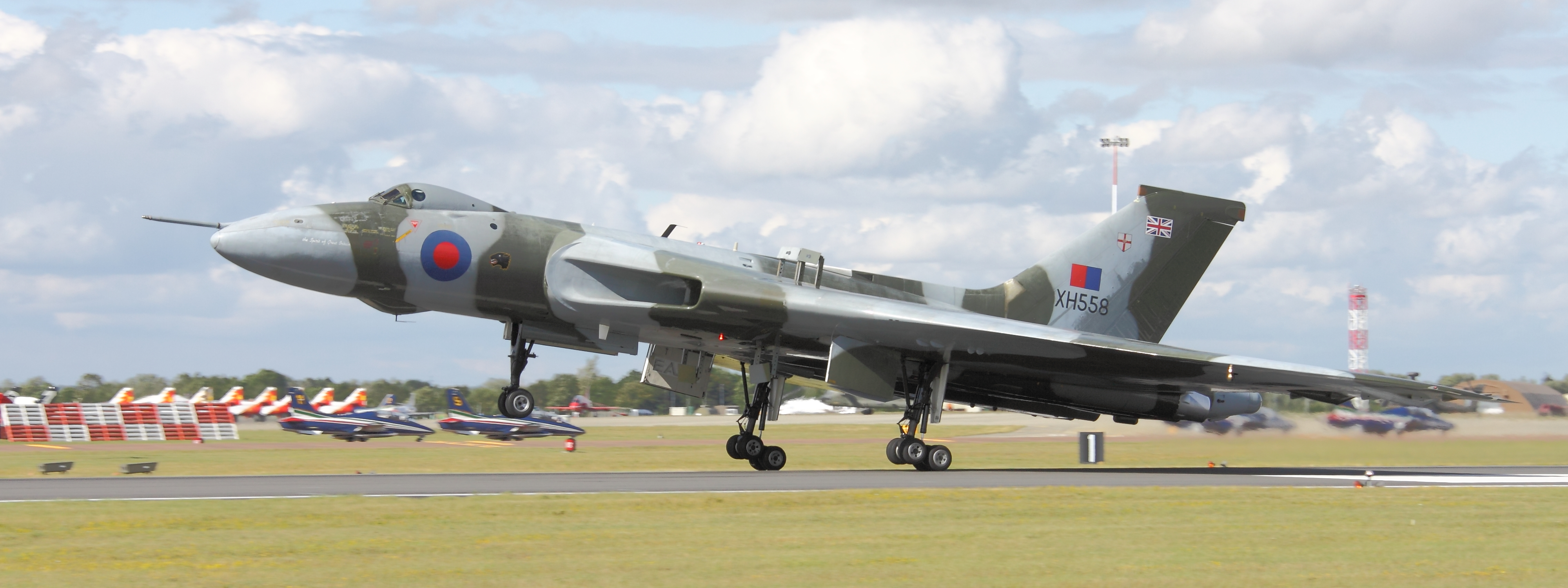
Un Avro Vulcan XH558 à l'atterrissage en 2011.

- Dans le film Opération Tonnerre de la série des James Bond, sorti en 1965, un Avro Vulcan armé de deux bombes atomiques est détourné par le SPECTRE. Grâce à un gaz mortel, son équipage est éliminé par un agent de l'organisation criminelle, qui effectue ensuite un amerrissage volontaire. Plusieurs scènes du film montrent cet avion en vol, puis caché au fond de la mer sous un filet de camouflage.

- Dans le jeu vidéo Grand Theft Auto: Online un avion du nom de Volatol directement inspiré de l'Avro Vulcan et du Miassichtchev M-4 apparaît dans la mise à jour braquage de la fin du monde sortie le 12 décembre 2017 et apparaît dans une mission de préparation et est possible de l'acheter pour un prix de 2 800 000 GTA$. Tout comme l'Avro Vulcan, on peut mettre différents motifs (dont l'un des motifs est extrêmement proche a celui de l'Avro Vulcan XH558, le dernier avion encore en état de voler) et ajouter des bombes (qui sont larguées par le pilote ou le copilote) ainsi que des tourelles (qui peuvent être utilisés par les passagers de l'avion).

### Aéronefs comparables
- Boeing B-47 Stratojet
- Handley Page Victor
- Tupolev Tu-16/Xian H-6
- Vickers Valiant

### Ordre de désignation
- 693 (en) - 694 - 696 - 698 - Avro 706 Ashton - 707 - 710